# Perissandria herzioides
Perissandria herzioides är en fjärilsart som beskrevs av Corti och Max Wilhelm Karl Draudt 1933. Perissandria herzioides ingår i släktet Perissandria och familjen nattflyn. Inga underarter finns listade i Catalogue of Life.